# Kacapun
Kacapun (en serbe cyrillique : Кацапун) est un village de Serbie situé dans la municipalité de Vladičin Han, district de Pčinja. Au recensement de 2011, il comptait 47 habitants.

## Démographie
| 1948 | 1953 | 1961 | 1971 | 1981 | 1991 | 2002 | 2011 |
| ---- | ---- | ---- | ---- | ---- | ---- | ---- | ---- |
| 291  | 240  | 245  | 217  | 158  | 122  | 74   | 47   |

|  |